# آی‌پد (نسل دوم)
آی‌پد (نسل دوم) (به انگلیسی: iPad 2) یک لوح‌رایانهٔ(تبلت) ساخت شرکت اپل بعد از آی‌پد است. این رایانه قابلیت پخش صدا و تصویر به صورت کتاب، نشریه، فیلم، موسیقی، بازی، و جستجو در وب را دارد. خصوصیات اندازه و وزن آن بین یک تلفن هوشمند و یک لپ‌تاپ است. مدیر عامل اپل، استیو جابز، در ۲ مارس ۲۰۱۱ از آی‌پد ۲ رونمایی کرد.
فروش آی‌پد ۲ در تاریخ ۱۱ مارس ۲۰۱۱ در ایالات متحده آغاز شد. این تاریخ برای کانادا و کشورهای اروپایی ۲۵ مارس ۲۰۱۱ است. 

## تاریخچه

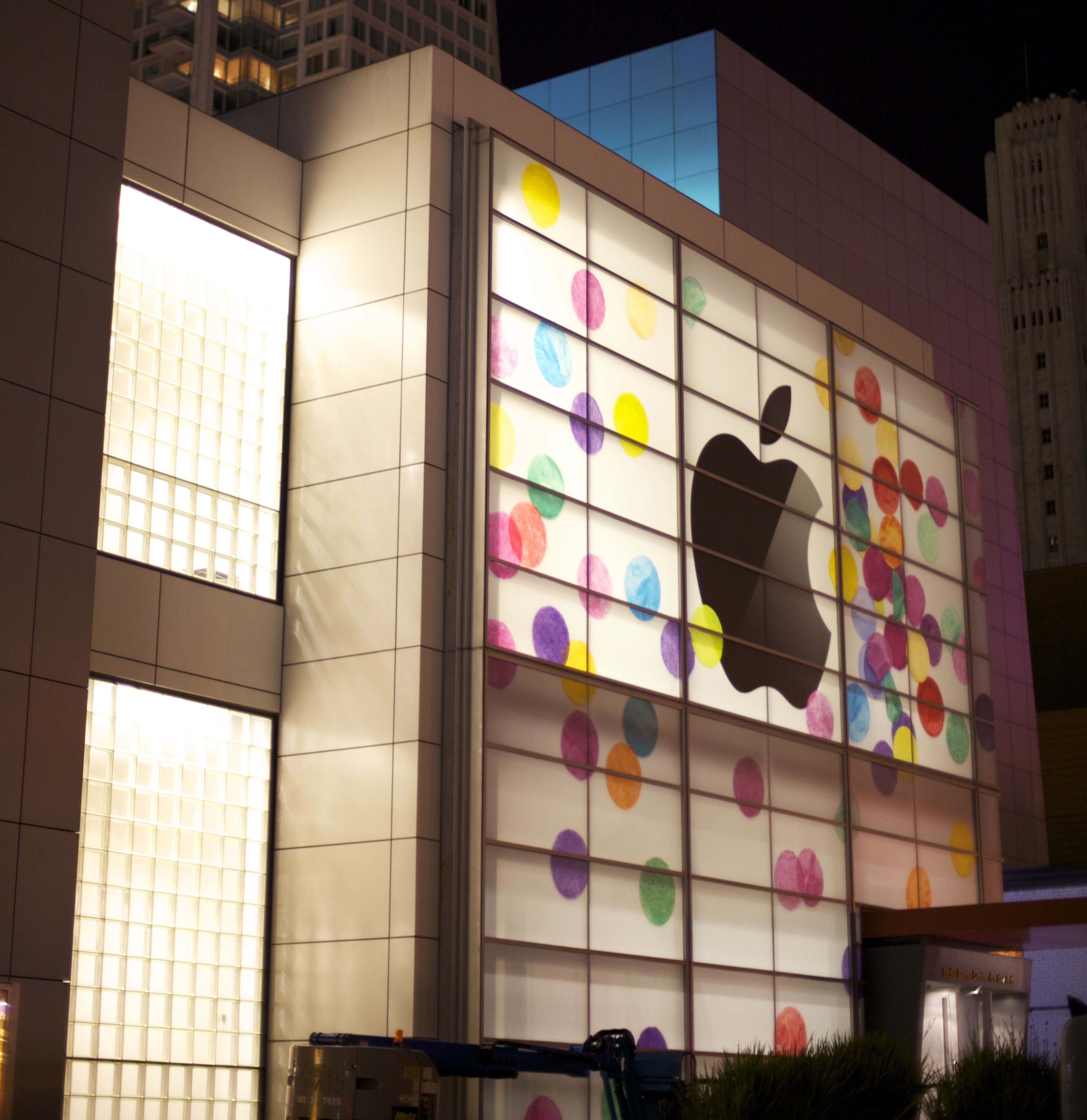
آی پد ۲ در تاریخ ۲ مارس ۲۰۱۱ در مرکز هنری یِربا بوعنا معرفی شد.

اپل در ۲۳ فوریه ۲۰۱۱ ، برای یک رویداد رسانه ای در ۲ مارس ، برای روزنامه نگاران دعوت نامه ارسال کرد. در تاریخ ۲ مارس ۲۰۱۱ ، مدیر عامل شرکت استیو جابز علی رغم اینکه در مرخصی پزشکی بود ، این دستگاه را در مرکز هنرهای Yerba Buena رونمایی کرد. با اعلام آی پد ۲ ، فروش اصلی آی پد ۱ و فروشگاه های مجاز خرده فروشی اپل متوقف شد.
اپل فروش آیپد ۲ را در وب سایت خود از ۱۱ مارس و در فروشگاه های خرده فروشی ایالات متحده در ساعت ۵ بعد از ظهر به وقت محلی در آن تاریخ آغاز کرد. بسیاری از فروشگاهها در شهرهای بزرگ ، مانند نیویورک ، ظرف چند ساعت به فروش رسیدند. تأخیرهای حمل و نقل آنلاین به سه تا چهار هفته در روز یکشنبه و چهار تا پنج هفته در روز سه شنبه افزایش یافته بود.
آی پد ۲ سرانجام در در ۶ مه ۲۰۱۱ در کشورهای استرالیا ، اتریش ، بلژیک ، کانادا ، جمهوری چک ، دانمارک ، فنلاند ، فرانسه ، آلمان ، یونان ، ایسلند ، ایتالیا ، ایرلند ، مجارستان ، لوکزامبورگ ، مکزیک ، هلند ، نیوزیلند ، نروژ ، لهستان ، پرتغال ، اسپانیا ، سوئد ، سوئیس و انگلستان٬ هنگ کنگ ، هند ، کره جنوبی ، سنگاپور ، فیلیپین ، مالزی٬ ژاپن و سپس در چندین کشور دیگر از جمله چین ، استونی ، تایلند ، برزیل ، روسیه و تایوان عرضه شد.
با معرفی نسل سوم آیپد ، مدل های ۳۲ و ۶۴ گیگابایتی در ۷ مارس ۲۰۱۲ متوقف شدند. مدل های ۱۶ گیگابایتی وای فای و وای + ۳جی  در ۱۸ مارس ۲۰۱۴ متوقف شدند

## مقایسه با آیپد ۱
| مدل                          | مدل                          | آیپد                                                                                      | آیپد ۲                                                                                    |
| ---------------------------- | ---------------------------- | ----------------------------------------------------------------------------------------- | ----------------------------------------------------------------------------------------- |
| تاریخ معرفی                  | تاریخ معرفی                  | ۷ بهمن، ۱۳۸۸                                                                              | ۱۲ فروردین , ۱۳۹۰                                                                         |
| تاریخ انتشار در ایالات متحده | تاریخ انتشار در ایالات متحده | ۱۳ اردیبهشت، ۱۳۸۹                                                                         | ۲۰ فروردین، ۱۳۹۰                                                                          |
| توقف تولید                   | توقف تولید                   | ۱۲ فروردین , ۱۳۹۰                                                                         | در حال تولید                                                                              |
| صفحه نمایش                   | صفحه نمایش                   | ۹٫۷ اینج (۲۵ سانتی متر) مولتی تاچ و در کیفیت ۱۰۲۴×۷۶۸ پیکسل                               | ۹٫۷ اینج (۲۵ سانتی متر) مولتی تاچ و در کیفیت ۱۰۲۴×۷۶۸ پیکسل                               |
| پردازشگر                     | پردازشگر                     | Apple A۴                                                                                  | Apple A۵                                                                                  |
| رم                           | رم                           | ۲۵۶ مگابایت DDR                                                                           | ۵۱۲ مگابایت DDR۲                                                                          |
| حافظه                        | حافظه                        | ۱۶ و ۳۲ و ۶۴ گیگ                                                                          | ۱۶ و ۳۲ و ۶۴ گیگ                                                                          |
| وایرلس                       | وای-فای                      | وای-فای (۸۰۲٫۱۱a/b/g/n) و بلوتوث ۲٫۱                                                      | وای-فای (۸۰۲٫۱۱a/b/g/n) و بلوتوث ۲٫۱                                                      |
| وایرلس                       | وای-فای + ۳g                 | ۳g فناوری HDSPA و ۲g فناوری EDGE                                                          | ۳g فناوری HDSPA و ۲g فناوری EDGE                                                          |
| موقعیت یابی                  | وای-فای                      | وای-فای، موقعیت یاب Apple                                                                 | وای-فای، موقعیت یاب Apple                                                                 |
| موقعیت یابی                  | وای-فای و ۳g                 | GPS                                                                                       | GPS                                                                                       |
| سیستم عامل                   | سیستم عامل                   | IOS ۵                                                                                     | IOS ۵                                                                                     |
| باتری                        | باتری                        | باتری لیتیوم-پلیمری (دوام باتری: ۱۰ ساعت دیدن ویدیو؛۱۴۰ ساعت آهنگ؛ یک ماه در حالتStandBy) | باتری لیتیوم-پلیمری (دوام باتری: ۱۰ ساعت دیدن ویدیو؛۱۴۰ ساعت آهنگ؛ یک ماه در حالتStandBy) |
| وزن                          | وزن                          | مدل وای-فای ۶۸۰ گرم و مدل ۳جی ۷۳۰ گرم                                                     | مدل وای-فای ۶۰۱ گرم و مدل ۳جی ۶۱۳ گرم                                                     |
| دوربین                       | عقب                          | ندارد                                                                                     | کیفیت HD و ۷۲۰p و ۳۰ فریم در ثانیه و زوم *۵                                               |
| دوربین                       | جلو                          | ندارد                                                                                     | VGA                                                                                       |